# Mamurio Veturio
Mamurio Veturio è un personaggio semi-mitico della storia di Roma, probabilmente di origine sabina ed appartenente all'antichissima Gens Veturia.
Secondo la tradizione Numa Pompilio ricevette dal dio Marte l'Ancile, uno scudo sacro disceso dal cielo. Re Numa turbato da quel prodigio chiese consiglio, come spesso faceva, alla ninfa Egeria, che gli spiegò che il dono del dio era molto prezioso, perché costituiva il pegno dell'eterna invincibilità di Roma, finché fosse rimasto presso l'Urbe. Allora Numa per impedire che potesse essere trafugato, chiamò il valido fabbro Mamurio Veturio, nel quale riponeva grande stima e fiducia, e gli affidò l'Ancile, affinché ne forgiasse undici copie identiche. Una volta conclusa la sua fatica, Mamurio consegnò tutti e dodici gli scudi a Numa Pompilio, che li affidò in custodia ad un collegio di altrettanti sacerdoti scelti fra i membri delle gentes originarie, le più antiche e nobili famiglie di Roma.
Venne così istituito il prestigioso collegio dei Salii, che nei mesi di marzo e di ottobre, sacri al dio Marte, portavano solennemente in processione i dodici scudi sacri, saltando (da cui il nome, dal verbo latino salire) ed intonando un canto particolare, il Carmen Saliare, del quale ci sono pervenuti alcuni frammenti. Numa Pompilio voleva ricompensare Mamurio per il suo ottimo lavoro, ma il buon artefice non volle essere pagato in denaro; chiese però di essere ricordato dal popolo Romano, e Numa lo accontentò, disponendo che i Salii lo invocassero nel loro canto, inneggiando anche a Mamurio.
Mamurio Veturio venne ricordato anche in altri modi dai Romani: in suo onore la festa del 14 marzo, detta degli Equirria e corrispondente al nostro capodanno, venne chiamata Mamuralia. In quella festa Mamurio Veturio, impersonato da un vecchio vestito di pelli rappresentava l'anno vecchio, e veniva scacciato tra grandi risate dai bambini con piccole verghe, per far posto all'anno nuovo.